# Synagoge (Ruchheim)

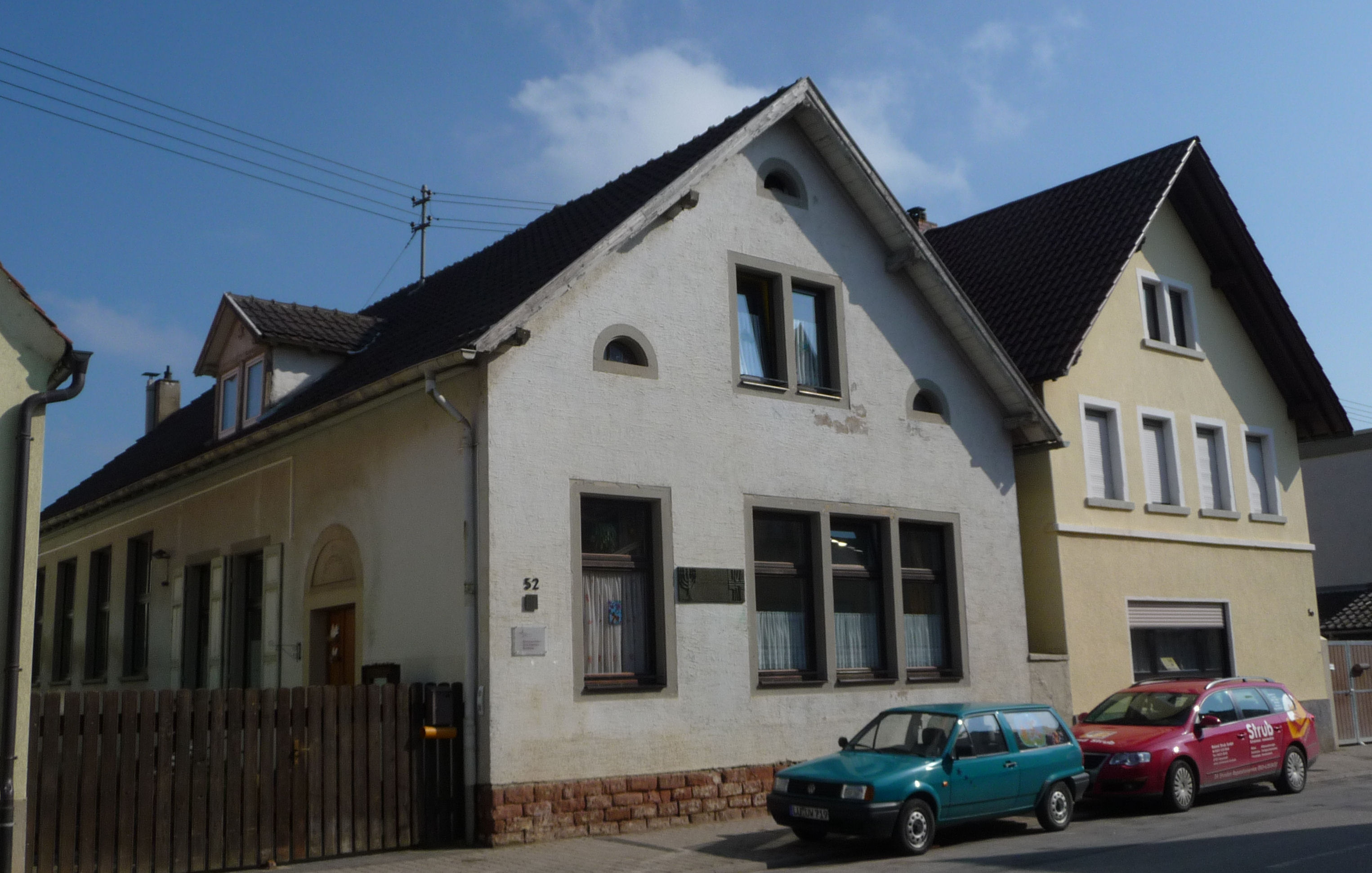
Ehemalige Synagoge in Ruchheim, linkes Gebäude

Die Synagoge in Ruchheim, einem Stadtteil von Ludwigshafen am Rhein in Rheinland-Pfalz, wurde 1881 eingeweiht. Sie befindet sich in der Fußgönheimer Straße 52 und ist ein geschütztes Kulturdenkmal.

## Geschichte
Die jüdische Gemeinde in Ruchheim gehörte bis Mitte des 19. Jahrhunderts zur jüdischen Gemeinde in Fußgönheim. In Ruchheim gab es bereits im 18. Jahrhundert eine eigene Synagoge beziehungsweise einen Betraum.
1862 wurde die Synagoge im Haus Fußgönheimer Straße 52 eingerichtet, die jedoch wegen Baufälligkeit abgerissen werden musste. An gleicher Stelle wurde eine neue Synagoge errichtet, die 1881 eingeweiht werden konnte. Im Erdgeschoss befand sich ein Schulsaal, im hinteren Teil der Betsaal und im Dachgeschoss die Lehrerwohnung.
Im Betsaal fanden 60 Männer Platz und auf der Frauenempore waren weitere 35 Plätze. Die Decke war blau und mit goldenen Sternen bemalt.
Über dem Eingangsportal stand: Dies ist das Tor zum Herrn, Gerechte ziehen durch es hinein (Psalm 118,20).

## Zeit des Nationalsozialismus
Beim Novemberpogrom 1938 verwüsten SA-Männer die Inneneinrichtung. Das Gebäude blieb unbeschädigt und wurde während des Zweiten Weltkriegs als Kriegsgefangenenlager und als Lagerraum genutzt.

## Heutige Nutzung
Nach 1945 kam das Gebäude in den Besitz der jüdischen Kultusgemeinde der Rheinpfalz und diese verkaufte es 1953 an die protestantische Kirchengemeinde. Die Kirchengemeinde baute es zum evangelischen Gemeindehaus um.

## Gedenken
Im Jahr 1985 wurde an der profanierten Synagoge eine Gedenktafel mit folgendem Text angebracht: Hier befand sich die Synagoge der Ruchheimer Juden. 1881 erbaut – verwüstet 1938. Seit 1955 Evangelisches Gemeindehaus.